# تئاتر بروکز اتکینسن
تئاتر بروکز اتکینسِن (انگلیسی: Brooks Atkinson Theatre) یک سالن تئاتر متعلق به سازمان نیدرلاندر در شهر نیویورک، آمریکا است.
این تئاتر که در سال ۱۹۲۶ تاسیس شده در منطقه تئاتر برادوی قرار دارد و دارای ۱۰۶۹ نفر ظرفیت است.